# 中华人民共和国基本国策
中华人民共和国基本国策，就是中共中央制定的那些对中华人民共和国经济建设、社会发展和人民生活具有全局性、长期性、决定性影响的重大谋划和政策。国策就是立国、治国之策的意思。
基本国策，就是立国、治国之策当中最基本、最亙古不變的政策，這些政策不會跟著環境而轉移，是國家與政府的特徵之一。
- 《人民网》的《时事中国》认为包括了计划生育、男女平等、改革开放、保护耕地、节约资源、保护环境。[1]但对于哪些属于基本国策，没有完整准确的说法。[2]习近平出任中共中央总书记后，“习近平新时代中国特色社会主义思想”成为中共主要指导思想，其理念成为中国的基本国策。